# Tomica
 (février 2024).
Si vous disposez d'ouvrages ou d'articles de référence ou si vous connaissez des sites web de qualité traitant du thème abordé ici, merci de compléter l'article en donnant les références utiles à sa vérifiabilité et en les liant à la section « Notes et références ».
Tomica est une collection de véhicules miniatures produite par Takara Tomy (Japon).

## Concept
L’échelle est le 3 inches, échelle traditionnelle dans ce type de produit.
En 2010, elle a 140 modèles, sans compter les séries spéciales, la série haut de gamme Tomica Limited et les coffrets et la série HyperRescue (qui est aussi un dessin animé).
On peut créer aussi sa propre ville grâce à une large de gamme d'accessoires (plaques de route et de trottoir, lampadaires, feux tricolores).
On trouve principalement des packs de véhicules, des « playsets » de routes, station service, garages dont le fameux garage Honda mais les prix restent trop élevés pour que la marque puisse percer en Europe.
Aucun véhicule des séries spéciales n'est vendu à l'unité, mais la gamme de base reste disponible à la pièce (140 modèles différents).

## Commercialisation
La marque, à la base exclusivement asiatique a exporté en 2010 ses produits en Europe, notamment en France et en Espagne.
Les 140 modèles de la gamme classique sont renouvelés périodiquement. Les six premiers ont été produits en 1970, laissant la collection se développer par la suite. À cette époque, les boites cartonnées jaunes et noires se voulaient proches des emballages de la marque concurrente Matchbox. Depuis 1984, chaque modèle est vendu dans une boite rouge et blanche typique, reprenant un dessin du véhicule concerné. 
Il y a aussi des trains électriques, dans la gamme Plarail. Cette sous marque a été commercialisée en France pendant une très courte période, vers le début des années 2000. En 2010, ils  sont à nouveau commercialisés en Europe et en France. 